# Calle 176 (línea de la Avenida Jerome)
La Calle 176 es una estación en la línea de la Avenida Jerome del Metro de Nueva York de la división A del Interborough Rapid Transit Company. La estación se encuentra localizada en Morris Heights en El Bronx entre la Calle 176 y la Avenida Jerome. La estación es servida en varios horarios por los trenes del Servicio .

## Enlaces externos

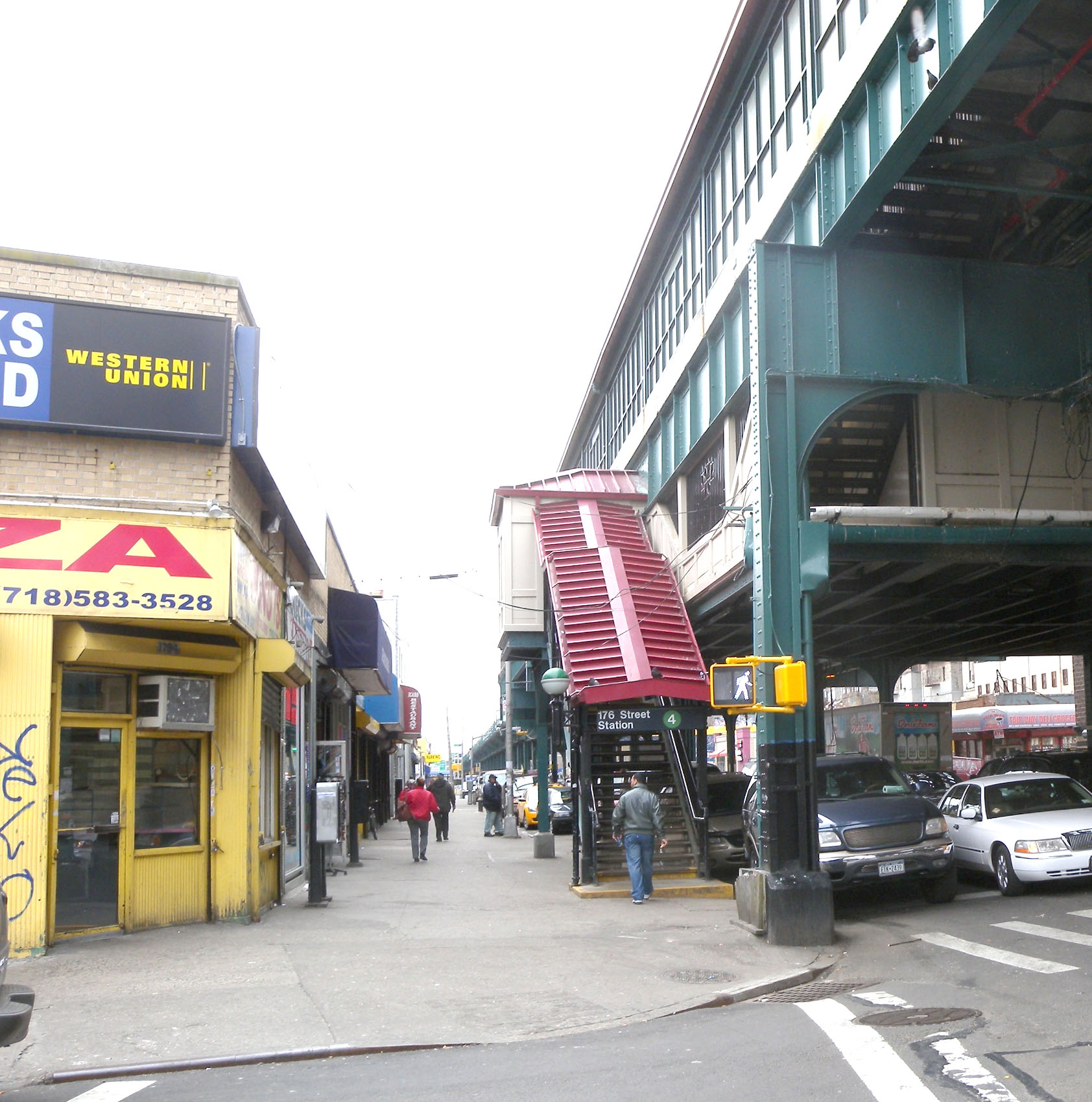
Escalera